# Physalaemus cicada
Espèce
Statut de conservation UICN

 LC  : Préoccupation mineure
Physalaemus cicada est une espèce d'amphibiens de la famille des Leptodactylidae.

## Répartition
Cette espèce est endémique du Brésil. Elle se rencontre dans les États du Paraïba, du Pernambouc, du Ceará, du Piauí, de Bahia et du Minas Gerais,. Sa présence est incertaine dans le Rio Grande do Norte.

## Publication originale
- Bokermann, 1966 : « Notas sôbre três espécies de Physalaemus de Maracás, Bahia (Amphibia, Leptodactylidae) ». Revista Brasileira de Biologia, vol. 26, no 3, p. 253-259.